# Malachiasz (imię)
Malachiasz – imię męskie pochodzenia hebrajskiego, oznaczające „mój posłaniec” albo „mój anioł”. Patronem tego imienia jest prorok z V wieku p.n.e., autor biblijnej Księgi Malachiasza, oraz pierwszy irlandzki święty bp Malachiasz.
Malachiasz imieniny obchodzi 14 stycznia, 28 marca i 2 listopada.